# الحملات السعودية على الرياض (1746 - 1773)
الحملات السعودية على الرياض (من سنة 1159هـ/1746م - حتى سنة 1187هـ/1773م) هي مجموعة من الغزوات والمناوشات العسكرية التي وقعت بين قوات الدولة السعودية الأولى بقيادة محمد بن سعود وابنه عبد العزيز على أمير الرياض دهام بن دواس بهدف ضم الرياض للدولة السعودية، وتم ذلك في سنة 1187هـ/1773م فزالت إمارة دهام وأصبحت الرياض أرض سعودية.

## خلفية
انضمت كل من العيينة ومنفوحة وحريملاء لحكومة الدولة السعودية طواعية، وفي وقت لاحق انضمت ضرما وشقراء. كانت العلاقة بين الرياض والدرعية قبل قيام الدولة السعودية جيدة وطبيعية، وكان دهام بن دواس يكن لمحمد بن سعود الصداقة والإخلاص لما عليه من فضل سابق. إلا أن الحال تغير بعد انتقال محمد بن عبد الوهاب إلى الدرعية، فتشير المصادر أنه حينما رأى انتشار وتوسع الدولة وانتشار دعوة ابن عبد الوهاب اتخذ موقفًا سلبيًا، وراح يضطهد من اتبع الدعوة من أهل الرياض، وكان السبب الرئيسي في رغبة الدولة السعودية في كسر شوكة دهام هو هجومه على بعض البلدان التي انضمت إلى للدولة مثل بلدتي منفوحة والعمارية.

## الغزوات
خاضت الدولة السعودية في عهد الإمام محمد بن سعود وابنه عبد العزيز حوالي خمس وثلاثين غزوة ضد دهام بن دواس في الرياض، وذلك على مدار 28 عام قتل فيها من الفريقين أربعة آلاف. كانت نهاية هذه المعارك في سنة 1187هـ/1773م التي هرب فيها دهام بعد «وقعة هدم المرقب»، ودخلها الإمام عبد العزيز بن محمد وولى الأمير عبد الله بن مقرن بن محمد بن مقرن إمارتها.

## أسماء الغزوات وتواريخها
| السنة        | اسم المعركة |
| ------------ | --- |
| 1159هـ/1746م | 1. وقعة غير مسماة. 2. وقعة الشياب. 3. وقعة الوشام. 4. وقعة العبيد.                                                               |
| 1160هـ/1747م | 1. وقعة دلقة. 2. وقعة البنية. 3. وقعة مقرن وصياح. 4. وقعة الخريزة.                                                               |
| 1162هـ/1749م | 1. وقعة الحبونية. |
| 1163هـ/1750م | 1. وقعة البطيحاء. |
| 1164هـ/1751م | 1. وقعة غير مسماة. - وبعدها هدنة وصلح، وفي عام 1168هـ انتقض الصلح.                                                               |
| 1170هـ/1757م | 1. وقعة الرشاء. 2. وقعة الباب القبلي في الرياض. 3. وقعة البنية. 4. وقعة غير مسماة 5. وقعة أم العصافير. 6. وقعة البنية "الثالثة". |
| 1173هـ/1760م | 1. وقعة آل ريس. |
| 1174هـ/1761م | 1. وقعة غير مسماة. 2. وقعة ليلة العيد.                                                                                           |
| 1175هـ/1762م | 1. وقعة مقرن. |
| 1176هـ/1763م | 1. وقعة غير مسماة. 2. وقعة غير مسماة.                                                                                            |
| 1177هـ/1764م | - هدنة وصلح. |
| 1179هـ/1766م | - نقض الصلح. 1. وقعة بروج جصان.                                                                                                  |
| 1180هـ/1767م | 1. وقعة العدوة. 2. وقعة البنية.                                                                                                  |
| 1181هـ/1767م | 1. وقعة المشيقيق. 2. وقعة المجوز.                                                                                                |
| 1182هـ/1768م | 1. وقعة غير مسماة. |
| 1185هـ/1771م | 1. وقعة غير مسماة. 2. وقعة قتل ابن دواس في صفاة الظهرة. 3. وقعة غير مسماة.                                                       |
| 1186هـ/1772م | 1. وقعة غير مسماة. 2. وقعة غير مسماة.                                                                                            |
| 1187هـ/1773م | 1. وقعة هدم المرقب. - انسحاب دهام بن دواس من الرياض.                                                                             |